# Ångkorvetten Balders långresor

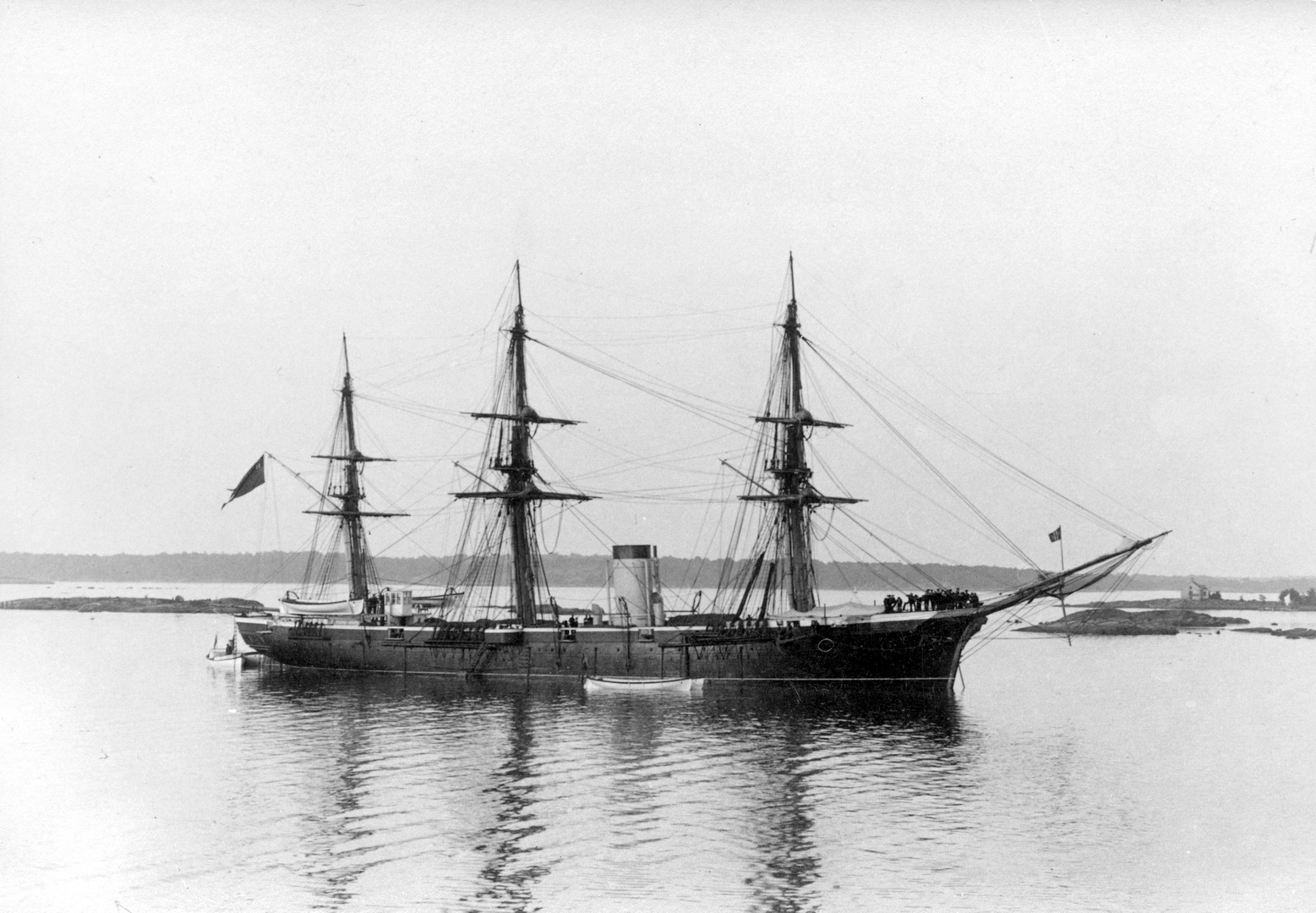
Ångkorvetten Balder till ankar.

Ångkorvetten Balders långresor är de långresor som den svenska ångkorvetten Balder genomförde mellan åren 1873 och 1901.

## 1873–1874
Första långresan. Fartygschef var kommendörkapten Carl Philip Samuel Virgin. Sekond var kapten Nils Johan Magnus Hallström (1834–1911).
Färdväg
1. Karlskrona Avseglade 16 september 1873
2. Göteborg
3. Plymouth, England
4. Cadiz, Spanien
5. Gibraltar
6. Cartagena, Spanien
7. Barcelona, Spanien
8. Alicante, Spanien
9. Malaga, Spanien
10. Gibraltar
11. Tanger, Marocko
12. Gibraltar
13. Funchal, Madeira
14. Barbados, Västindien
15. Martinique, Västindien
16. Barbados, Västindien
17. Saint Barthélemy, Västindien Anlöpte 2 februari 1874, avseglade 26 februari 1874
18. Havanna, Kuba
19. New York, USA
20. Portsmouth, England
21. Göteborg
22. Karlskrona Anlöpte 24 mars 1874

## 1875–1876
Fartygschef var kommendörkapten T. Ulner.
Färdväg
1. Sverige
2. Plymouth, England
3. Santa Cruz, Costa Rica
4. Barbados, Västindien
5. Fort de France, Martinique, Västindien
6. Saint Barthélemy, Västindien
7. La Guaria, Costa Rica
8. Kingston, Jamaica
9. Veracruz, Mexiko
10. Havanna, Kuba
11. Philadelphia, USA
12. Halifax, Kanada
13. Boston, USA
14. Philadelphia, USA
15. Sverige

## 1876–1877
Färdväg
1. Sverige
2. Lissabon, Portugal
3. Malta, Italien
4. Syros, Grekland
5. Smyrna, Turkiet
6. Konstantinopel, Turkiet
7. Gallipoli, Turkiet
8. Saloniki, Grekland
9. Smyrna, Turkiet
10. Vourla, Grekland
11. Pireus, Grekland
12. Paros, Grekland
13. Milos, Grekland
14. Suda Bay, Kreta, Grekland
15. Alexandria, Egypten
16. Malta, Italien
17. Spezia, Italien
18. Gibraltar
19. Brest, Frankrike
20. The Downs, England
21. Sverige

## 1878–1879
Färdväg
1. Sverige
2. Portsmouth, England
3. Plymouth, England
4. Madeira, Portugal
5. Rio de Janeiro, Brasilien
6. Kapstaden, Sydafrika
7. Sankta Helena, Storbritannien
8. Ascension, Storbritannien
9. Cherbourg, Frankrike
10. Nieuwediep, Nederländerna
11. Sverige

## 1879–1880
Färdväg
1. Sverige
2. North Foreland, England
3. Plymouth, England
4. Funchal, Madeira, Portugal
5. Fort de France, Martinique, Västindien
6. Saint Pierre, Martinique, Västindien
7. La Guaira, Venezuela
8. Kingston, Jamaica
9. Cartagena, Colombia
10. Colón, Colombia nuvarande Panama
11. Havanna, Kuba
12. New York, USA
13. Portsmouth, England
14. Brighton, England
15. Skagen, Danmark
16. Sverige

## 1881–1882
Med på resan mellan Malmö och Kiel var Sveriges dåvarande kung Oscar II samt prinsarna Eugen och Oscar. Fartygschef var kommendörkapten A. L. Broberg. Sekond var B. Munck.
Färdväg
1. Karlskrona Avseglade 22 augusti 1881
2. Malmö
3. Kiel, Tyskland
4. Fredrikshamn, Danmark
5. Kiel, Tyskland
6. Plymouth, England
7. Funchal, Madeira, Portugal
8. Barbados, Västindien
9. Saint Thomas, Virgin Islands, Västindien
10. Saint Croix, Virgin Islands, Västindien
11. Saint Thomas, Virgin Islands, Västindien
12. Martinique, Västindien
13. La Guaira, Venezuela
14. Curaçao, Antillerna
15. Colón, Colombia nuvarande Panama
16. Havanna, Kuba
17. Port Royal, Jamaica
18. New York, USA
19. Karlskrona Anlöpte 25 maj 1882

## 1884–1885
Fartygschef var kommendörkapten G. von Hedenberg. Sekond var kapten A. Carlheim-Gyllensköld.
Färdväg
1. Karlskrona Avseglade 22 september 1884
2. Helsingör, Danmark
3. Arendal, Norge
4. Plymouth, England
5. Teneriffa, Kanarieöarna, Spanien
6. Bahia, Brasilien
7. Gibraltar
8. Alger, Algeriet
9. Port Mahón, Menorca, Spanien
10. Marseille, Frankrike
11. Cartagena, Spanien
12. Gibraltar
13. Christiansand, Norge
14. Sverige Anlöpte 11 maj 1885

## 1885
Fartygschef var kommendörkapten O. R. Nordeskjöld. Sekond var kapten F. W. Lennman.
Färdväg
1. Karlskrona Avseglade 12 maj 1885
2. Fårösund
3. Helsingborg
4. Leith, Edinburgh, Skottland
5. Arendal, Norge
6. Elfsborgsfjorden
7. Helsingborg
8. Malmö
9. Stockholms skärgård
10. Neufahrwasser nuvarande Gdańsk, Polen
11. Fårösund
12. Karlskrona Anlöpte 12 september 1885

## 1885–1886
Fartygschef var kommendörkapten Gustaf Emanuel Ulff. Sekond var A. T. Thunberg.
Färdväg
1. Karlskrona Avseglade 23 september 1885
2. Plymouth, England
3. Funchal, Madeira, Portugal
4. Bridgetown, Barbados
5. Port of Spain, Trinidad
6. Kingston, Jamaica
7. Saint Pierre, Martinique
8. Point á Pétre, Västindien
9. Saint Thomas, Virgin Islands, Västindien
10. San Juan, Puerto Rico
11. Havanna, Kuba
12. Philadelphia, USA
13. New York, USA
14. Spithead, England
15. Karlskrona Anlöpte 26 maj 1886

## 1887–1888
Fartygschef var kommendörkapten A. E. Hjelm. Sekond var kapten C. A. Puke.
Efter ankomsten till Porto Grande begravdes en besättningsmedlem som omkommit genom fall från en av masterna.
Färdväg
1. Karlskrona Avseglade 3 oktober 1887
2. Laurvik, Norge
3. Portsmouth, England
4. Santa Cruz de Tenerife, Teneriffa, Spanien
5. Freetown, Sierra Leone
6. Monrovia, Liberia
7. Banana Point
8. Porto Grande, Kap Verde
9. Gibraltar
10. Cartagena, Spanien
11. Barcelona, Spanien
12. Malta, Italien
13. Neapel, Italien
14. Sorrento, Italien
15. Palermo, Sicilien, Italien
16. Philippeville nuvarande Skikda, Algeriet
17. Alger, Algeriet
18. Gibraltar
19. Lissabon, Portugal
20. Falmouth, England
21. Köpenhamn, Danmark
22. Karlskrona Anlöpte 13 juni 1888

## 1894–1895
Fartygschef var kommendörkapten J. R. E. Nilsson. Sekond var kapten S. von Kronow.
Färdväg
1. Karlskrona Avseglade 28 september 1894
2. Plymouth, England
3. Funchal, Madeira, Portugal
4. Rio de Janeiro, Brasilien
5. Santos, Brasilien
6. Montevideo, Uruguay
7. Isle de Flores
8. Montevideo, Uruguay
9. Kapstaden, Sydafrika
10. Sankta Helena, Storbritannien
11. Ascension, Storbritannien
12. Brest, Frankrike
13. Göteborg
14. Torekov
15. Karlskrona Anlöpte 9 maj 1895

## 1896–1897
Fartygschef var kommendörkapten C.A.M. Hjulhammar. Sekond var kapten H.D.M. Hamilton.
Färdväg
1. Karlskrona Avseglade 6 oktober 1896
2. Spitheads redd, England
3. Portsmouth, England
4. Teneriffa, Spanien
5. Gibraltar
6. La Valletta, Malta, Italien
7. Hermopolis, Egypten
8. Pireus, Grekland
9. Suda Bay, Kreta, Grekland
10. Alexandria, Egypten
11. Smyrna, Turkiet
12. La Valletta, Malta, Italien
13. Bizerte, Tunisien
14. Spezia, Italien
15. Gibraltar
16. Cherbourg, Frankrike
17. Karlskrona Anlöpte 7 maj 1897

## 1899–1900
Fartygschef var kommendörkapten Joseph Wolfgang Ludvig Sidner. Sekond var kapten J. W. Lannerstierna.
Färdväg
1. Karlskrona Avseglade 7 oktober 1899
2. Plymouth, England
3. Santa Cruz de Tenerife, Teneriffa, Spanien
4. Las Palmas, Kanarieöarna, Spanien
5. Gibraltar
6. Korfu, Grekland
7. Pola, Österrike-Ungern (nuvarande Kroatien)
8. Venedig, Italien
9. Neapel, Italien
10. Gibraltar
11. Helsingborg
12. Matvik
13. Karlskrona Anlöpte 27 april 1900

## 1900–1901
Sista långresan. Fartygschef var kommendörkapten Theodor Carl Adam Sandström. Sekond var kapten A. B. Juel.
Färdväg
1. Karlskrona Avseglade 6 november 1900
2. Plymouth, England
3. Funchal, Madeira, Portugal
4. Carisle Bay, Barbados
5. Bridgetown, Barbados
6. Saint Barthélemy, Västindien
7. Saint Thomas, Virgin Islands, Västindien
8. Havanna, Kuba
9. Spithead, England
10. Portsmouth, England
11. Matvik
12. Karlskrona Anlöpte 27 april 1901